# Lago Ayding
42° 39′ 27″ N, 89° 16′ 14″ L
.

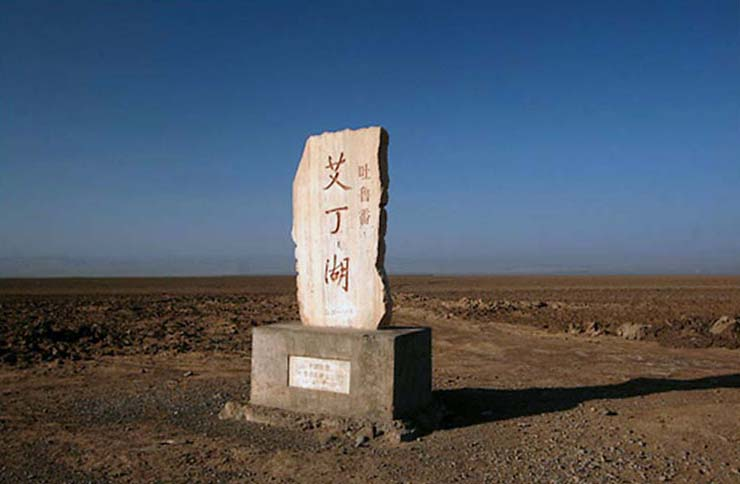
Estela em Aydingkol

Aydingkol (em uigur:  ئايدىڭكۆل, Айдиңкөл), Aydingkul (mongol) or Ayding (chinês: 艾丁湖; pinyin: Àidīng Hú) é um lago na Depressão de Turfan, Região Autônoma Uigur de Sinquião, na República Popular da China. A 154 m abaixo do nível do mar, é o ponto mais baixo da China e mais baixo que qualquer outro lugar na Terra tirando Israel, Jordânia, Palestina, Síria e Djibouti. Este lago está totalmente seco, muito salgado e lamacento.

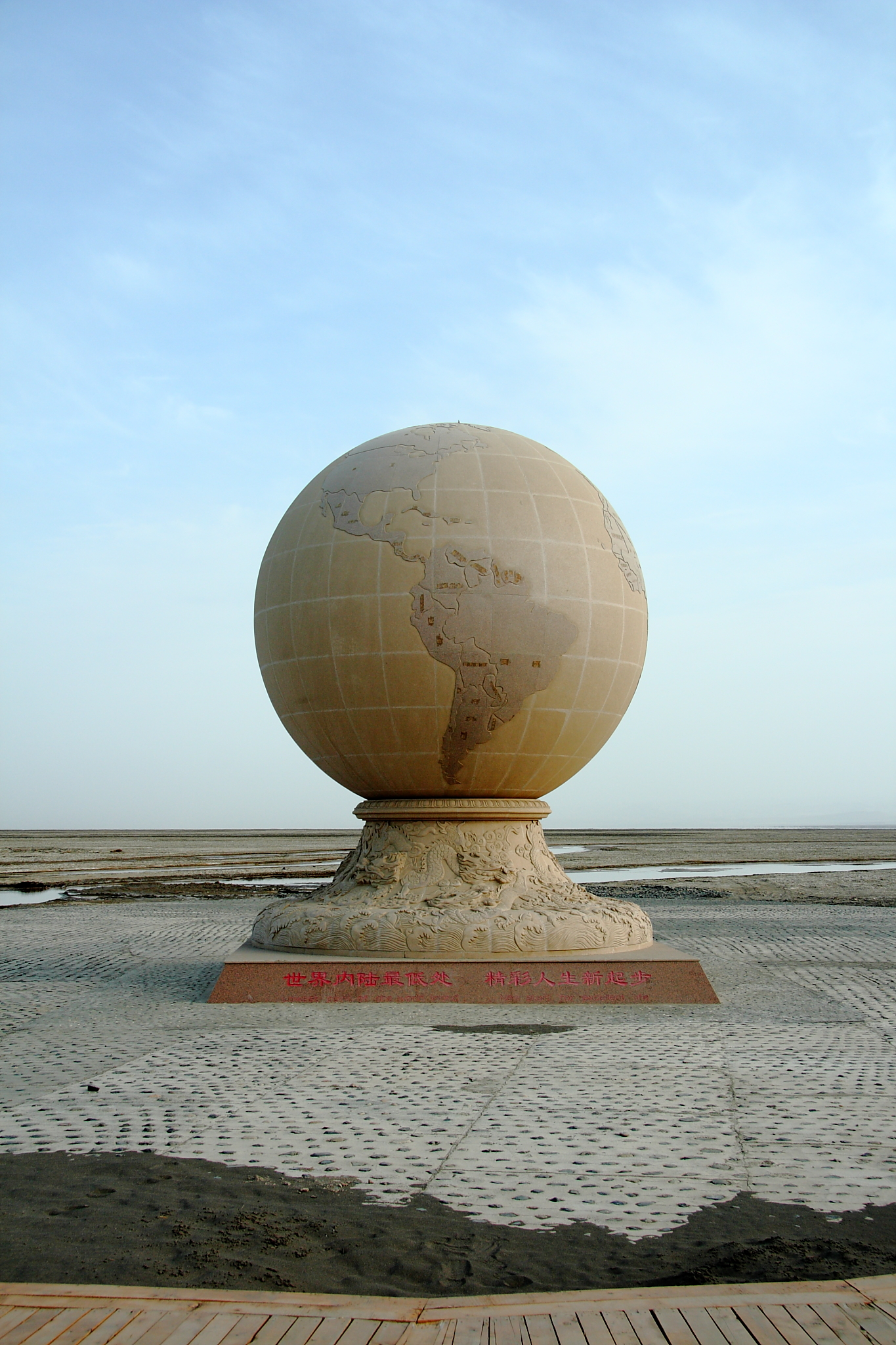
Monumento marcando o ponto mais baixo da China

## História
Na Antiguidade, o Lago Ayding era conhecido como juéluòwǎn (觉洛浣). O nome derivado uigur Aydingköl significa "lago da lua", em função de o lago possuir uma camada de sal ao longo de sua borda, dando-lhe a aparência de lua iluminada.

## Geografia
O lago situa-se na hinterlândia ao sul da Depressão de Turfan, a 35 km da cidade de Turpan. De leste a oeste, o lago possui 40 km de comprimento, com a largura na direção norte-sul atingindo um máximo de 8km, com área total de 200 quilômetros quadrados. O lago teve formação  orogênica a partir dos Himalaias 249 milhões de anos atrás e chegou a ter uma superfície de aproximadamente cinco milhões de quilômetros quadrados de mar interior. Durante o inverno de 1948, a bacia do lago foi preenchida com água doce, originária do degelo das montanhas, assim como daágua subterrânea; em função do menor uso de água para  irrigação de terra cultivada durante o inverno, o nível da água aumentou. Durante o verão, o nível da água abaixou como consequência do uso da água para irrigação agrícola, assim como pela significativa evaporação natural. Em função da expansão agrícola da região, a população utilizando a água do lago cresceu e por volta de 1958, o lago tinha apenas 22 quilômetros quadrados de superfície com profundidade média de apenas 80 centímetros. Em 2000, exceto pela região a sudoeste, pouca água permaneceu e toda a área tornou-se um deserto de sal, com o centro do lago mantendo pântanos limosos, sem quaisquer pássaros nativos. Durante momentos de intensa luminosidade, miragens podem ser vistas.
Atualmente, o Lago Ayding possui um moinho de sal, que usa os cristais de alume e salitre para produzir materiais para a indústria química.
Em 24 de julho de 2015, o recorde de temperatura máxima na China foi alcançado numa estação meteorológica próxima a Aydingkol, com o valor de 50,3 °C (122,5 °F).